# Papel Pampa
Papel Pampa ist eine Ortschaft im Departamento La Paz im Hochland des südamerikanischen Anden-Staates Bolivien.

## Lage im Nahraum
Papel Pampa ist zentraler Ort des Municipio Papel Pampa in der Provinz Gualberto Villarroel. Der Ort liegt auf einer Höhe von 3737 m in einem ausgedehnten Hügelland direkt westlich des nord-südlich ausgerichteten Höhenrückens Serranía de Huayllamarca, der hier bis auf über 4.500 m ansteigt. 

## Geographie
Papel Pampa liegt auf dem bolivianischen Altiplano zwischen den Anden-Gebirgsketten der Cordillera Occidental im Westen und der Cordillera Central im Osten. Das Klima der Region ist ein typisches Tageszeitenklima, bei dem die Temperaturschwankungen im Tagesverlauf deutlicher ausfallen als im Verlauf der Jahreszeiten.
Der mittlere Jahresniederschlag beträgt etwa 330 mm und fällt zu 80 Prozent in den Monaten Dezember bis März (siehe Klimadiagramm Huayllamarca). Die Jahresdurchschnittstemperatur liegt bei knapp +8 °C, die monatlichen Durchschnittswerte schwanken zwischen +4 °C im Juni/Juli und etwa +10 °C von November bis März.

## Verkehrsnetz
Papel Pampa liegt in einer Entfernung von 222 Straßenkilometer südlich von La Paz, der Hauptstadt des gleichnamigen Departamentos.
Von La Paz aus führt die asphaltierte Nationalstraße Ruta 2 bis El Alto, von dort die Ruta 1 in südlicher Richtung als Asphaltstraße nach Patacamaya und erreicht nach insgesamt 170 Kilometern Panduro. Von dort aus führt eine unbefestigte Piste 16 Kilometer nach Südwesten bis Eucaliptus und erreicht nach weiteren 36 Kilometern Papel Pampa.

## Bevölkerung
Die Einwohnerzahl des Ortes ist in den vergangenen beiden Jahrzehnten auf fast das Dreifache angestiegen:
| Jahr | Einwohner | Quelle       |
| ---- | --------- | ------------ |
| 1992 | 51        | Volkszählung |
| 2001 | 153       | Volkszählung |
| 2012 | 142       | Volkszählung |
| 2024 |           | Volkszählung |

Die Region weist einen hohen Anteil an Aymara-Bevölkerung auf, im Municipio Papel Pampa sprechen 94,5 Prozent der Bevölkerung die Aymara-Sprache.